# 識別 (クルアーン)
『識別』とは、クルアーンにおける第25番目の章（スーラ）。77の節（アーヤ）から成る。

## 内容
1. 何故ムハンマドは使徒であるのか。アッラーが彼を万民への警告者として遣わされたからである。
2. アッラーは天地の大権をお持ちの方であられる。アッラーは自ら尊く、アッラーに並ぶものは他にない。大権に参与する子もなければ、その大権を維持するための協力者もいない。アッラーは自らの大権により、一切を創造され、それらを規則正しく秩序づけられる方である。
3. 多くの者たちは、アッラーの外に神々を立て、それを《信仰せよ》と語る。たとえば、《アッラーのみ》と語るイスラム教徒も、ムハンマドをアッラーと並べ、彼ら自身の思いアッラーと並べ、《これを信仰せよ》と語る。しかし、ムハンマドもアッラーの被造物であり何も創る事は出来ない。ムハンマドも自分を害することも益すること出来ない。つまり、死も生も復活も、彼の意志通りにはならないのだ。
4. 不信心な者たちは「これは虚言に過ぎない。他の者たちが協力して創り上げた物語に過ぎない。」と言う。しかし、彼らに「そのように語る汝がアッラーなのか。」と問い詰めれば、彼らは「そうではない」と答える以外にない。アッラーでない被造物が、どうして創造主の真偽を見分ける事ができようか。彼らこそ、明らかに無法と虚偽の徒である。
5. また彼らは言う。「これは昔からある物語で、それを彼が書き下したのである。それを朝夕、口で言って書き取らせたのだ。」
6. もし、そうであるならば、どうして一つひとつの物語に奥義があり、それが明かされているのか。人が伝承で聞いたものに人が奥義を書き足したとでも言うつもりなのか。これは不可能であろう。唯一可能なのは、天地の奥義を知っておられ、本当に寛容で慈悲深い方が下された場合だけである。
7. また、彼らは言う「これはどういう事だ。食べ物を食べ、町を歩き回っている。どうして天使が遣わされないのか。天使が彼と一緒に警告者となるべきではないか。
8. 彼は財宝もなく、どうして、いくらでも食べられる果樹園を持たないのか。アッラーであられれば、このような事は簡単なはずである。」そして、信じる者たちに顔を向けてこのように語る「あなた方は、憑かれた者に従っているだけである。」と。
9. 彼らがどのような譬えをあなたに語るのか、よくよく検証してごらんなさい。アッラーがあなた方に《求めよ》と語られたものなのか。それとも、それは彼ら自身が求めているものなのか。彼らはこのように最初から迷って、道を見失っているのだ。
10. あなたがアッラーの望みに叶うならば、アッラーはあなたのためにそれよりも遥かに優れたもの、すなわち川が下を流れる永遠の楽園と宮殿をあなたに与えられよう。
11. 彼らはアッラーよりも自分自身を重んじる。これゆえ、口先で信じると語っても、心の底では審判の時を虚偽であるとしているのだ。アッラーは彼らのために燃え盛る炎を用意されている。
12. 彼らは、遥かに離れたところから、その怒声と咆哮を聞くであろう。
13. 彼らは縛られ火獄の狭いところに投げ込まれる。その時、彼らは死を、滅びてしまう事を、望むであろう。
14. その時彼らは言われよう。「今、一度きりの滅亡を嘆願しても駄目である。あなた方には永遠に繰り返す火獄が定められている。これは永遠に続く滅亡である。繰り返される死、滅亡が永遠に続くことを嘆願するならば、あなた方の願いは聞き届けられよう。」
15. この火獄が良いのか、それとも主を畏れる者に約束されている永遠の楽園が良いのか。これらは、報酬であり人が行き着くところなのだ。
16. 今のあなたには、このどちらを選ぶ事も出来る。そして、その選んだ先はあなたの永遠の住処となる。これがあなた方が望む主からの約束である。
17. アッラーは、一斉に召集される。ムハンマドやクルアーンなどを崇拝する自称イスラム教徒たちと共に、ムハンマドやそれらを招集されて、彼らにこのように尋ねられる。「これらわたしの僕であるはずの者たちを迷わせたのはあなた方なのか。それとも、彼らが自ら道を踏み外したのか。」
18. 彼らはこう言う。「あなたに讃えあれ。あなたの外に守護者を定めそれを崇める事は、我々が《こうしなさい》と語るはずはありません。あなたは彼らと彼らの先祖に享楽を許されました。彼らは、これゆえ訓戒を忘れて破滅の民となったのです。」
19. アッラーはムハンマドやクルアーンなどを崇拝する者たちに向かって、こう語られる。「今、ムハンマドもクルアーンも《あなた方の言った事は嘘である》と立証した。あなた方は懲罰を免れず、助けるものもない。わたしは、あなた方の内、悪を行う者に懲罰を味わわせよう。
20. わたしが遣わした使徒は、皆、食べ、皆、町を歩き回った。一人として、このように行わなかった者はいない。どうしてなのか。人の試練となるのは人であるべきだからだ。」あなた方は耐え忍ぶ者なのか、主はそれをご覧になられている。
21. アッラーとの会見を望まない者たちは言う。「なぜ天使が我々に遣わされないのか。なぜ、わたしたちの主がわたしたちの目の前に見えないのだろか。」彼らは《わたしを導きたいのならば天使を寄こせ。アッラーよ、わたしの眼前に現れよ。》と言っているのだ。彼らは自惚れて高慢であり、非常に横柄な態度をとっているのだ。
22. アッラーは彼らの許に天使を御遣わしになられる。しかし、それは彼らにとって歓びとはならない。天使は彼らにこのように語るからである。「あなたはわたしに近づく事は許されない。遠ざかりなさい。」
23. 彼らの行ったことは、砂塵が風で飛ばされるように隅々まで知れ渡る。
24. その日、楽園の仲間は心地よい昼寝をする。
25. その日、天は雲と共に裂け、無数の天使たちが遣わされる。
26. その日、真の大権は慈悲深き御方の許に帰る。不信者にとっては多難の日となる。
27. その日、悪を行った者は自分の手を噛み言うであろう。「あぁ、わたしは使徒と同じ道を歩んでいれば。
28. あぁ、わたしがあんなものを友としなければ。
29. 本当に、彼らが訓戒の下った後にわたしを迷わせたのです。悪魔はいつも人を裏切りに導くのは本当の事でした。」
30. 使徒は言う。「主よ、本当にわたしの人々は、クルアーンを唱え諳んじながら、自らの行動でクルアーンを忌むべきものとして拒否するのです。」
31. アッラーはこのように、それぞれの預言者に、罪深き者たちを敵としてお与えになられる。彼らは人の数を誇り、人の力を誇る。しかし、指導者・援助者として必要なのは、そのような人の数や、人の力なのか。いや、違う。ただ、主だけである。指導者・援助者としてあなたの主があれば、それで十分である。
32. 信仰のない者は、このように思う。『クルアーンの訓戒は、ある部分は異教徒に対する訓戒であり、ある部分は、我々に対する戒めである。だから、すべてを読み知らなければ、我々もアッラーの定めに違反する事となるかも知れない。』いや、そうではない。すべてがあなた自身に対する訓戒なのだ。なぜ、繰り返すのか。アッラーがあなたの心を堅固にする為に繰り返すのである。なぜ、同じような話が各所に出てくるのか。あなた自身がその意味を整理し、自分のための訓戒とするためである。
33. なぜ、多くのたとえ話が示されているのか。その譬え話の中の各々の人物により、あなた自身が真理を得、最善の解釈を得るためである。
34. 自分で、最善の解釈を得ようともせず、真理を探そうともしない者。たとえば、たとえ話を聖書と比較し、どちらが真実なのかと議論するような者たちは、顔を俯けて地獄に集められる。彼らは、最初からひどく道に迷い、その道に迷っている事にすら気づかない者たちだからである。
35. あなたは、このたとえ話をどう聞くのか。《アッラーはムーサーに啓典を授けられ、その兄弟ハールーンを挙げて彼の補助者とされた。
36. アッラーは、彼らにこのように命じられたのだ。「あなた方両人は、わたしの印を拒否する民の許に行け。」その民は、アッラーにより徹底的に懲らしめられ壊滅した。》
37. また、あなたは、このたとえ話をどう聞くのか。《ヌーフの民は使徒を拒否したので、アッラーは彼らを溺れさせられ、それを人々のための印とされた。》これらを一言で言えば、《アッラーは悪を行う者のために、痛ましい懲罰を準備される。》と言う事である。
38. また、アードとサムード、ラックスの住民たち、その間の幾世代も、
39. アッラーは使徒を御遣わしになられて警告され、その後にそれぞれを徹底的に壊滅されたのだ。
40. 不信の者たちも、この話を幾度となく聞いている。災いの雨が降らされた町を、聞くたびに訪れているのだ。彼らは知らなかったわけではない。その災いが自分たちを襲うとは夢にも思わなかったのだ。
41. あなたが彼らにこの事を語っても、彼らはこういうであろう。「お前はアッラーの使徒として遣わされたとでも言うつもりか。
42. わたしたちの信仰が確かなものでなければ、わたしは危うく、伝統ある神々を見捨てるところであった。わたしはアッラーを信仰し、ムハンマドを信仰し、クルアーンを信仰し、メッカを信仰し、五行を信仰している。これらすべてが、わたしの神々であり、どれひとつとして捨てる事など出来ない。」だが、やがて懲罰が来る。その時、誰が道に迷った者なのかが分かるであろう。
43. 彼らは、結局、自分の思惑を神とする者たちである。自分の思惑ゆえに、数々のものをアッラーと並べるのだ。あなたは、自分自身の守護を自分で出来るとでも思っているのか。
44. このように多くのものをアッラーと並びたて、《わたしはアッラーの言葉に耳を傾ける者です》とでも語るつもりなのか。また《わたしは悟った》とでも言うつもりなのか。結局、このようなものすべてがアッラーの家畜に過ぎない。いや、あなたを道に迷わせるから、もっと悪い。
45. 主は、救いの影を広げられてこられた。最初はイスラエル人。次にイエス・キリストを信じる者たち。そして、その救いを否定する者たち。もし、アッラーが静止したままにされようとなされているならば、救いはこのように広がる事はなかった。しかし、救いが救いであるのは、焼き尽くす炎の地獄、すなわち太陽故である。
46. だから、アッラーは緩やかに太陽を御自分のもとに引き寄せられる。
47. あなた方の死は、夜のとばりの睡眠、休息。そして、あなた方の生は、眠りから目覚める甦り。
48. アッラーは救いの慈雨を降らされる前に、吉報の風をおくられる。その後、アッラーが天から慈雨をお降らしになられる。
49. その救いの慈雨は死んだ大地に生命を与え、無数の家畜や人間の飲み物(悟り)となる。
50. アッラーは、あなた方が気づくように、これを色々な例をあげ、繰り返し、繰り返し語られているのだ。だが、大多数の人々は信じず拒むだけである。
51. もし、あなた方が頑なでなく、真に信じる者であったならば、どの町にも警告者を一人づつお遣わしになられるだろう。しかし、あなた方は頑なであり、信仰するとは名ばかり、口先ばかり。だから、アッラーはこのクルアーンしかお与えにならなかったのだ。
52. 人よ、あなたは不信者に従ってはならない。彼らは、クルアーンを信仰する故に、クルアーンに逆らう不信者となっているのだ。
53. 二つの海(人の思考)がある。一つは甘くて旨い。もう一つは塩辛くて苦い。どちらも海(人の思考)には違いないが、完全に分離されており接点はない。
54. 人は何ゆえに人であるのか。水(考える)故に人なのだ。アッラーは、この水(考える事)から人を創られた。だから、アッラーは血統も親族も、水(思考)によって定められる。また、婚姻も、水のまじりあいを意味する。水である人(人が思考の限りを尽くしても)がアッラーに及ばないのは、この水すらもアッラーが創られたものだからに他ならない。だから、あなたの主は全能であると語るのだ。
55. あなた方は、自らの水(思考や知識)を絶対であるとするゆえに、無益無害のものに仕えるのだ。不信者は、自分自身を主に反抗する者の援助者とする。
56. ムハンマドをアッラーと並べる者たちがいる。ムハンマドは、ただ吉報の伝道者であり、警告者に過ぎない。ムハンマドが智慧と知識の限りを尽くしても、アッラーに及びもつかないのに、平然と彼らはムハンマドをアッラーと並べるのだ。
57. ムハンマドよ、彼らにこのように語れ。「わたしはこれに対し何の報酬も求めない。皆が主への正しい道を望めばよい。」
58. 永遠に生きる方を信頼し、彼を讃えて唱念しなさい。彼はしもべたちのすべての罪を御存じであられる。
59. 彼は、天と地、そしてその間にあるすべてのものを、6日間で創造され、また、玉座に鎮座される慈悲深き御方であられる。アッラーについて熟知しているのは、アッラーのみである。
60. だが、あなた方は、「慈悲深き御方にザジダしなさい。」と言われると、あなた方はこういうであろう。「慈悲深き御方とは誰のことなのか。あなたにはわたしにそのように命じる権威も権限もなかろう。」このように、あなた方は真理よりも、世の権威や権力を重んじるのだ。
61. 天に諸々の星座を配置され、その間に太陽と照らす月を置かれた御方に祝福あれ。
62. なぜ人は生まれ、そして死んで行くのか。反省し、感謝する者のために、夜と昼を替えられるのだ。
63. 慈悲深き方のしもべたちとは、謙虚に地上を歩き、無知の徒が誹謗中傷を繰り返したとしても、彼らに対し「平安あれ。」と語る者たちである。
64. また、彼らは命終の時に於いてどのような事態となろうとも、主の前にサジダする者たちであり、主の命令に決して逆らう事のない者たちである。
65. しかし、多くの者たちはこのようにすると語りながら、実際には出来ないであろう。彼らはこのように祈る「主よ、地獄の懲罰をわたしたちから追い払ってください。あの懲罰は苦しみの極みだからです。
66. 本当にそれは悪い住まい、悪い休みどころです。」アッラーは、あなた方にこのように命じられる。「わたしの命令を本当に聞くと言うのならば、その地獄に行きなさい。」あなた方はこの言葉故に、自らの信仰が何にあるのかを自ら明かす。結局、あなた方が畏れるのは、地獄であり、アッラーではない。あなた方こそ地獄をアッラーと並べる多神教徒である。
67. あなた方がこのような多神教徒である事をアッラーは最初から御存じなのだ。だから、あなた方は他の者を多神教徒と非難してはならない。『自分は正しい。何をしても赦される』などと考えてはならないし、アッラーの慈悲を忘れ『自分は決して裁きが免れない』と悲観する者となってもならない。よくその中間を保つ者となりなさい。
68. アッラーと並べて、他のどのような神にも祈るべきではないし、正当な理由がない限り、アッラーが禁じられる殺生を犯してはならないし、姦淫もしてはならない。これらは、あなたの懲罰を増やす要因となるだけである。
69. 復活の日には、懲罰は倍加され、あなたはその屈辱の中で永遠に住む事となるであろう。
70. 悔悟しなさい。そして、善行に励みなさい。アッラーはこのような者たちの非行すらも善行と数えてくださるからである。アッラーは寛容にして慈悲深くあられる。
71. アッラーはあなたの心をご覧になられる。あなたが本気で悔悟して善行に勤めるならば、アッラーはあなたに限りない慈悲を下さる。
72. 他の人を貶めるための言葉を《嘘》と言う。このような嘘の証言をしてはいけない。益にも害にもならない言葉を《無駄話》と言う。このような無駄話は自重しなさい。
73. 他の人の益になる言葉を《主の印》と言う。このような話には耳を傾けなさい。聾唖者か盲人のように、いたずらに知らないふりをしてはならない。
74. このようにするならば、あなたの妻や子孫はあなたの心の慰めとなり、あなたも彼らも主を畏れる者の規範となるであろう。
75. これらの者は、その耐え忍んだ事により高い階位の住まいを以て報われよう。また、そこで歓迎と挨拶の言葉を以て迎えられよう。
76. これが永遠の楽園である。何と善い住まい、何と善い休み所であることよ。
77. 《アッラーは唯一の神であられる。唯、アッラーのみを畏れよ。》あなた方は、主すらも嘘つき呼ばわりし、あなた方に構ってくださらないと思っているかも知れない。しかし、あなた方がこれを守らないから、アッラーはあなた方に構ってくださらないのだ。アッラーが懲罰を下される時、どうして、あなたにはくだらないと言えるのか。